# Ludberto de Maguncia
Ludberto de Maguncia, también conocido como Liutbert, Liutpert o Ludbert (...– 17 de febrero de 889), fue arzobispo de Maguncia desde 863 hasta su muerte y desde 874 también fue abad de la abadía de Ellwangen. Es considerado el primer Archicanciller del Reino de Alemania.
En 870, el arzobispo Liutbert fue nombrado archicapellán por Luis II el Germánico, cargo que también ocupó bajo Luis III el Joven hasta la muerte de este último en 882. Carlos el Gordo, sin embargo, eligió a Liutward de Vercelli como su propio archicapellán. Liutbert inicialmente no aceptó su remoción de la corte, de hecho, un documento de 882 sobre la Abadía de Weissenburg se firmó a sí mismo como "archicapellán", aunque ya no lo era en ese momento. Esta remoción convirtió a Liutbert en un fuerte oponente del emperador, de hecho, Liutbert estaba entre los que se oponían al plan de Carlos de nombrar a su hijo ilegítimo Bernard su heredero .
Aproximadamente desde la década de 860, los Annales Fuldenses fueron continuados por intelectuales del círculo de Liutbert, y desde 882 hasta 887 se escribió bajo su supervisión la llamada "Continuación de Mainz". Incluso se ha sugerido que la forma en que se representa a Liutberto y Liutward en el patrón de continuación de Maguncia es la relación entre los personajes de Mardoqueo y Amán en el Libro de Ester.
En 871 los moravos se rebelaron contra el dominio franco y poco después los sorbios que se asentaron a lo largo del Elba siguieron su ejemplo. Así, una expedición bajo el mando de Liutbert los derrotó en Waldaha, cerca del Vltava.
Durante su última década, junto con Enrique, duque de Franconia, fue uno de los principales organizadores de la vigorosa y exitosa defensa del reino franco oriental contra los ataques vikingos. En 883, los vikingos navegaron por el Rin y se llevaron un gran botín. Luego, Liutbert los enfrentó y los derrotó con un pequeño ejército, recuperó su botín y se dispuso a reconstruir Colonia, que había sido dañada por la incursión. A finales de 884, los vikingos atacaron el reino de los francos occidentales y pasaron el invierno en Hesbaye. A principios de 885, en una campaña organizada por Carlos el Gordo, Liutberto y Enrique de Franconia sorprendieron a los vikingos y los derrotaron.
A principios de 887, Carlos el Gordo se vio obligado a destituir a su archicapellán y archicanciller Liutward y reemplazarlo con Liutbert a instancias de la aristocracia del reino de Alemania. Después de recuperar el cargo más alto, la actitud de Liutbert hacia el emperador mejoró notablemente y pudo obtener varias donaciones en Franconia.